# (93256) Stach
(93256) Stach est un astéroïde de la ceinture principale.

## Description
(93256) Stach est un astéroïde de la ceinture principale. Il fut découvert le 29 septembre 2000 à l'observatoire d'Ondřejov par Petr Pravec et Peter Kušnirák. Il présente une orbite caractérisée par un demi-grand axe de 2,75 UA, une excentricité de 0,11 et une inclinaison de 4,3° par rapport à l'écliptique.